# Philip M. Klutznick
Philip Morris Klutznik, né le 9 juillet 1907 à Kansas City (Missouri) et mort le 14 août 1999 à Chicago (Illinois), est un homme politique américain. Il est secrétaire au Commerce entre 1980 et 1981 dans l'administration du président Jimmy Carter.

## Biographie

### Carrière politique
Il est secrétaire au Commerce des États-Unis du 9 janvier 1980 au 19 janvier 1981.

### Carrière associative
Klutznick fut également une grande figure de la communauté juive aux États-Unis. Dans sa jeunesse, il fut président des jeunesses du B'nai B'rith (B'nai B'rith Youth Organization, BBYO) puis une des figures du B'nai B'rith ; il devint président de sa branche internationale. Il fut également président du Congrès juif mondial entre 1977 et 1979.

### Décès
Il est mort de la maladie d'Alzheimer.